# 443
443 (CDXLIII) var ett normalår som började en fredag i den julianska kalendern.

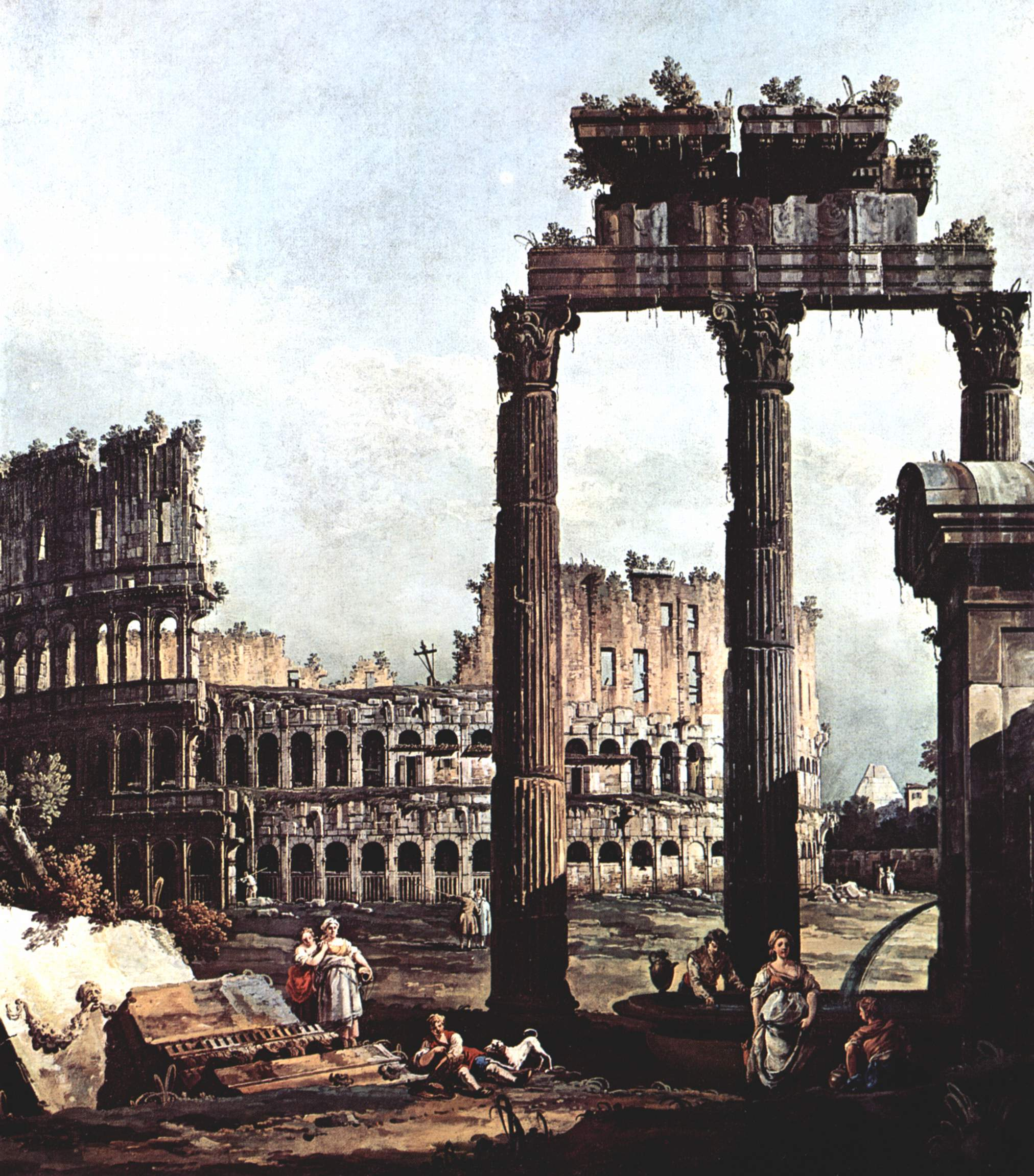
En jordbävning i Rom skadar Colosseum (målning av Bernardo Bellotto från 1740-talet).

## Händelser

### Okänt datum
- Burgunderna grundar ett kungarike vid floden Rhône.
- Attila förstör Naissus.
- En jordbävning skadar Colosseum.